# Guerra e pace
Guerra e pace, noto anche come La guerra e la pace (in russo Война и мир?, Vojnà i mir, nell'ortografia originale pre-riforma, Война и миръ; AFI: [vɐjˈna i ˈmʲir]) è un romanzo storico di Lev Tolstoj di fama mondiale.
Scritto tra il 1863 e il 1869 e pubblicato per la prima volta tra il 1865 e il 1869 sulla rivista Russkij Vestnik, riguarda principalmente la storia di due famiglie, i Bolkonskij e i Rostov, tra le guerre napoleoniche, la campagna napoleonica in Russia del 1812 e la fondazione delle prime società segrete russe. Tolstoj paragonava la sua opera alle grandi creazioni omeriche, e nella sua immensità Guerra e pace si potrebbe dire un romanzo infinito, nel senso che l'autore sembra essere riuscito a trovare la forma perfetta con cui descrivere in letteratura l'uomo nel tempo. Denso di riferimenti filosofici, scientifici e storici, il racconto sembra unire la forza della storicità e la precisione drammaturgica (persino di Napoleone si fa un ritratto indimenticabile) ad un potente e lucido sguardo metafisico che domina il grande flusso degli eventi, da quelli colossali, come la battaglia di Austerlitz e la battaglia di Borodino, a quelli più intimi.
Per la precisione con cui i diversissimi piani del racconto si innestano all'interno del grande disegno monologico e filosofico dell'autore, Guerra e pace potrebbe definirsi la più grande prova di epica moderna, e un vero e proprio "miracolo" espressivo e tecnico. Guerra e pace è considerato da molti critici un romanzo storico (tra i più importanti di tutte le letterature), in quanto offre un ampio affresco della nobiltà russa nel periodo napoleonico.
Rapportato al suo tempo, Guerra e pace proponeva un nuovo tipo di narrativa, in cui un gran numero di personaggi costituiva una trama in cui si dipanavano niente meno che i due capitali soggetti ricordati nel titolo, combinati con argomenti altrettanto vasti, quali gioventù, vecchiaia e matrimonio. Benché sia tuttora considerato un romanzo storico, esso infrangeva così tante convenzioni di tale genere, che molti critici coevi non ritenevano di potervelo annoverare.

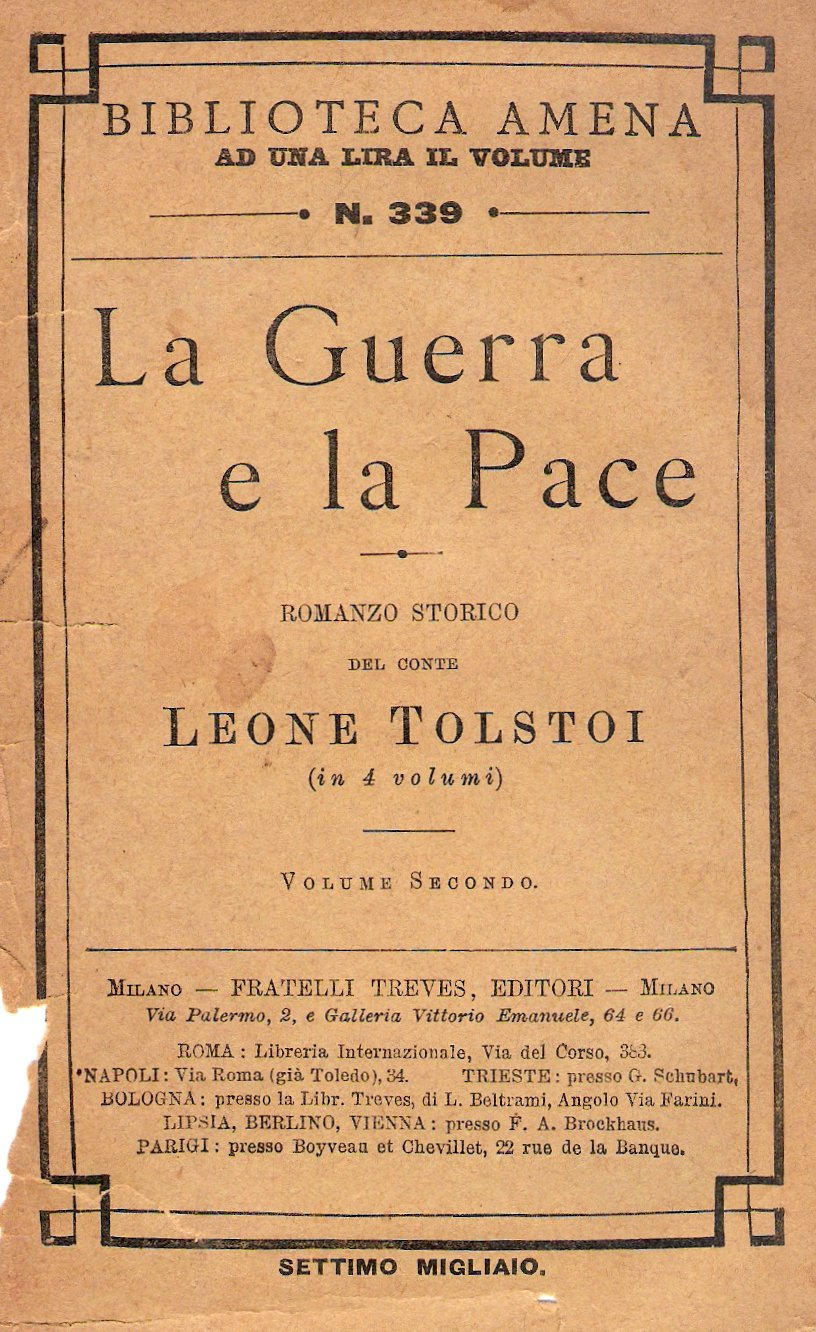
Traduzione italiana, 1899

## Controversie sul significato del titolo
Le parole russe per "pace" (pre-1918: "миръ") e "mondo" (pre-1918: "міръ", che include il significato di "mondo" nell'accezione di "società secolare") sono omofone, e in seguito alla riforma dell'ortografia russa del 1918 si scrivono anche allo stesso modo, il che ha dato origine alla leggenda metropolitana diffusasi in Unione Sovietica che il manoscritto in principio si chiamasse "Война и міръ" (e quindi il titolo del romanzo dovesse essere correttamente tradotto come "La guerra e il mondo", oppure "La guerra e la società").
A far giustizia di un tale equivoco, il fatto che Tolstoj stesso ebbe a tradurre il titolo della sua opera in lingua francese con l'eloquente espressione "La guerre et la paix". Una parte di responsabilità di questa confusione va fatta ricadere sulla popolare trasmissione televisiva a "quiz" sovietica Čto? Gde? Kogda? (Что? Где? Когда? – Cosa? Dove? Quando?), che nel 1982 presentò come "risposta esatta" la variante semantica "società", fondandosi su un'edizione del 1913 che conteneva un refuso in una pagina isolata. L'episodio si replicò nel 2000, alimentando ulteriormente la diceria.

## Genesi
Tolstoj cominciò a pensare a un vasto romanzo storico dopo la guerra di Crimea, nel 1856, quando i decabristi, promotori della rivolta del dicembre 1825, tornarono dalla deportazione. Così scrisse 3 capitoli, I decabristi, ambientati nel 1825: il protagonista del racconto doveva essere un uomo che aveva partecipato alla campagna contro Napoleone nel 1812, nel quale si investigavano le cause dei moti antizaristi. Per farlo, Tolstoj doveva ricostruire la sua infanzia, risalendo al 1805. La prima redazione, Tutto è bene quel che finisce bene (pubblicata in Italia da Marsilio col titolo 1805), prevede che Andrej e Petja non muoiano. L'autore, a questo punto, trasformò quello che era un romanzo nobiliare in un nuovo genere che contemplava la fusione dell'azione romanzesca, del materiale storico — la storia complessiva della Russia del 1812, al tempo dell'invasione napoleonica — e del discorso filosofico che gli premeva, compenetrandoli all'interno delle sezioni del romanzo.

## Lingua
Sebbene la maggior parte del libro sia scritta in russo, significativi brani di dialogo — compreso l'incipit del romanzo — sono scritti in francese. Questa scelta rifletteva la realtà d'uso dell'aristocrazia russa nell'Ottocento, che usava la lingua franca delle classi colte europee, secondo i dettami della "buona società". Lo stesso Tolstoj fa riferimento a un gentiluomo russo costretto, da adulto, a prendere lezioni della sua lingua madre nazionale. Meno realisticamente, ma seguendo un consolidato uso letterario, i francesi descritti nel romanzo (Napoleone compreso) si esprimono talvolta in francese, talvolta in russo.

## Introduzione alla trama
Il libro racconta la storia di alcune famiglie aristocratiche russe, e la loro reciproca interazione. Più procedono gli eventi, più Tolstoj nega ai protagonisti ogni facoltà di scelta: tragedia e felicità vengono rigidamente determinati da una sorta di fato, o, se si vuole, necessità immanente.
Il testo russo standard è diviso in quattro libri (quindici parti) e due epiloghi. Mentre approssimativamente i primi due terzi del romanzo hanno ad oggetto personaggi rigorosamente di fantasia, le ultime parti — ed anche uno dei due epiloghi — si cimentano sempre più spesso in saggi molto controversi sulla natura della guerra, del potere politico, della storia e della storiografia. Tolstoj interpolò questi saggi con il racconto in un modo che sfida la fiction convenzionalmente intesa. Alcune versioni ridotte tolsero del tutto questi saggi, mentre altre (pubblicate quando l'autore era ancora in vita) si limitarono a trasferirli in un'appendice.

## Trama
Guerra e pace mescola personaggi di fantasia e storici; essi vengono introdotti nel romanzo nel corso di una soirée presso Anna Pavlovna Scherer nel luglio 1805. Pierre Bezuchov è il figlio illegittimo di un conte benestante che sta morendo di ictus: egli rimane inaspettatamente invischiato in una contesa per l'eredità del padre. L'intelligente e sardonico principe Andrej Bolkonskij, marito dell'affascinante Lise, trova scarso appagamento nella vita di uomo sposato, cui preferisce il ruolo di aiutante di campo (aide-de-camp) del Comandante Supremo Michail Illarionovič Kutuzov nell'imminente guerra contro Napoleone. Apprendiamo pure dell'esistenza della famiglia moscovita dei Rostov, di cui fanno parte quattro adolescenti. Fra loro, s'imprimono soprattutto nella memoria le figure di Natal'ja Rostova ("Nataša"), la vivace figlia più giovane, e di Nikolaj Rostov, il più anziano ed impetuoso. A Lysye Gory ('Colline calve'), il principe Andrej affida al proprio eccentrico padre, ed alla mistica sorella Mar'ja Bolkonskaja, sua moglie incinta e parte per la guerra.

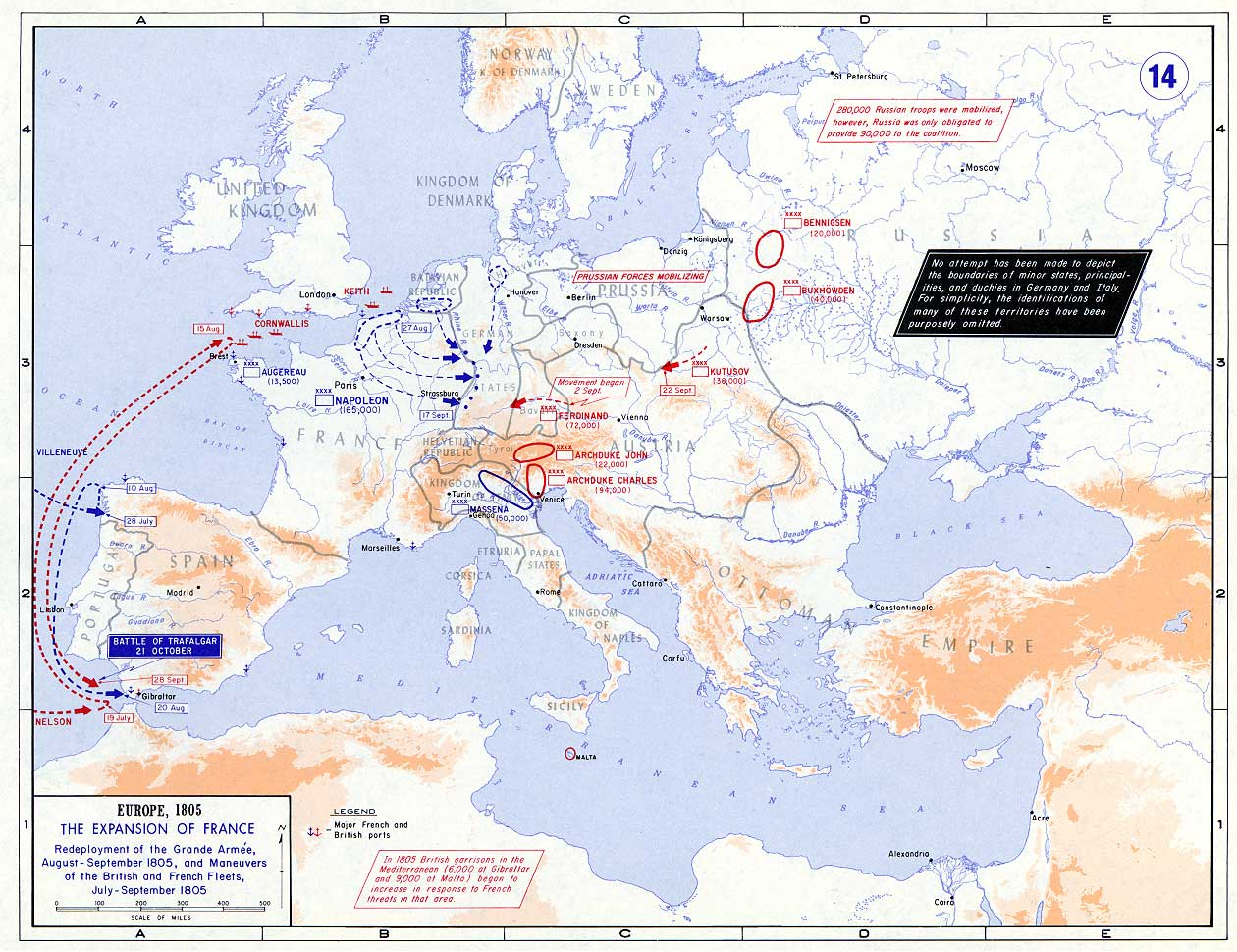
Situazione strategica dell'Europa all'inizio del romanzo

Uno dei personaggi centrali di Guerra e pace è senz'altro Pierre Bezuchov. Ricevuta un'eredità inattesa, è improvvisamente oberato dalle responsabilità e dai conflitti propri di un nobile russo. Il suo precedente comportamento spensierato svanisce, rimpiazzato da un dilemma tipico della poetica di Tolstoj: come si dovrebbe vivere, in armonia con la morale, in un mondo imperfetto? Si sposa con Hélène, la bella ed immorale figlia del principe Kuragin, andando contro il suo stesso miglior giudizio. Preso dalla gelosia affronta in un duello il suo presunto rivale e malgrado non abbia mai impugnato una pistola lo vince. Si separa dalla moglie lasciandole metà del patrimonio quando in preda a riflessioni e sommerso da dubbi sulla vita incontra i massoni e ne diventa confratello. Pieno di buone intenzioni tenta di liberare i suoi contadini o servi della gleba ma viene imbrogliato dai suoi amministratori e non ottiene niente per migliorare le loro condizioni di vita, tenta anche di migliorare i suoi fondi agrari, ma in definitiva non ottiene risultati.

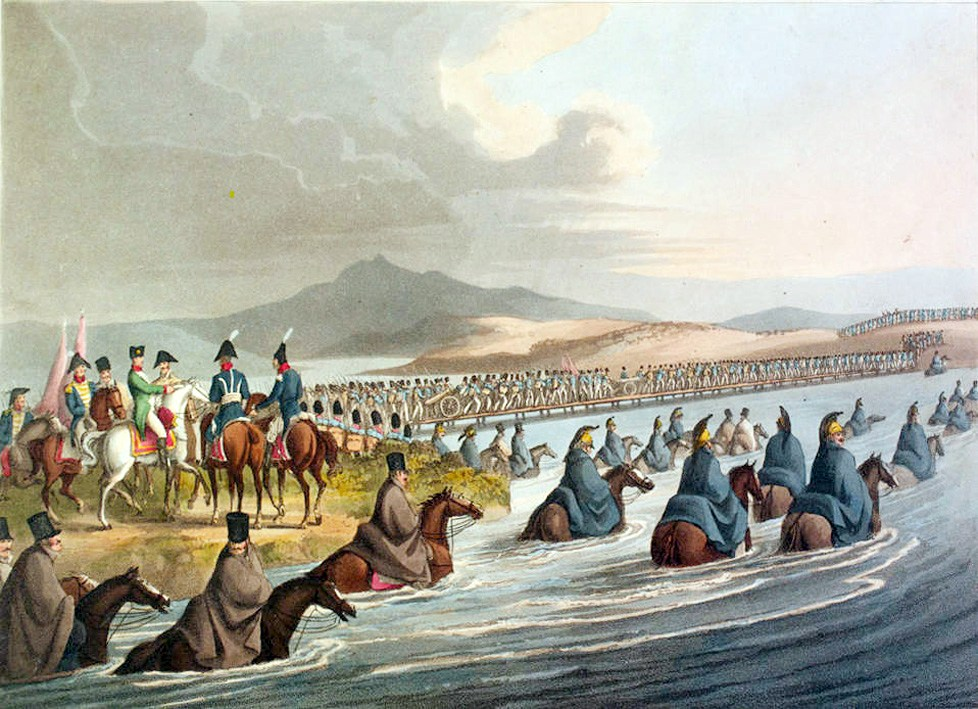
L'inizio della campagna di Russia

Il principe Andrej, la cui moglie Lise è nel frattempo morta di parto, rimane gravemente ferito durante la sua prima esperienza guerresca. Decide, in seguito a profonde riflessioni, di dedicarsi all'amministrazione delle sue proprietà; è in questo periodo che inizia a frequentare la casa dei Rostov e si innamora, ricambiato, della giovane Nataša. Amore osteggiato dal vecchio padre di lui, la cui ostilità fa decidere al principe Andrej di separarsi per un anno da Nataša, in attesa che il loro amore si consolidi.
Durante quest'intervallo Hélène e suo fratello Anatole tramano per far sì che quest'ultimo seduca e disonori la giovane e bella Nataša Rostova. Il piano fallisce in extremis; ma Andrej, venutone a conoscenza, ripudia Nataša, che cade in una profonda depressione; tuttavia, per Pierre, è causa di un importante incontro con la giovane Rostova.
Quando Napoleone invade la Russia, Pierre osserva la Battaglia di Borodino da distanza particolarmente ravvicinata, sistemandosi dietro agli addetti di una batteria di artiglieria russa, ed apprende quanto la guerra sia realmente sanguinosa ed orrida. Quando la Grande Armata occupa Mosca, in fiamme ed abbandonata per ordine del governatore Fëdor Vasil'evič Rostopčin Pierre intraprende una missione donchisciottesca per assassinare Napoleone, e viene fatto prigioniero di guerra dopo aver aggredito dei soldati francesi che derubavano una giovane ragazza armena. Dopo essere stato testimone del saccheggio perpetrato dai francesi su Mosca, con relative fucilazioni di civili, Pierre è costretto a marciare con le truppe nemiche nella loro disastrosa ritirata. Successivamente viene liberato da una banda russa che sta conducendo un'incursione, in cui trova la morte il giovane Petya Rostov. Andrej, ancora innamorato di Nataša, rimane ferito nella battaglia di Borodino ed alla fine muore dopo essersi ricongiunto a Nataša prima della fine della guerra. Pierre, rimasto vedovo, si riavvicina a Nataša mentre i russi vincitori ricostruiscono Mosca. Pierre conosce finalmente l'amore e sposa Nataša, mentre Nikolaj sposa Mar'ja Bolkonskaja.

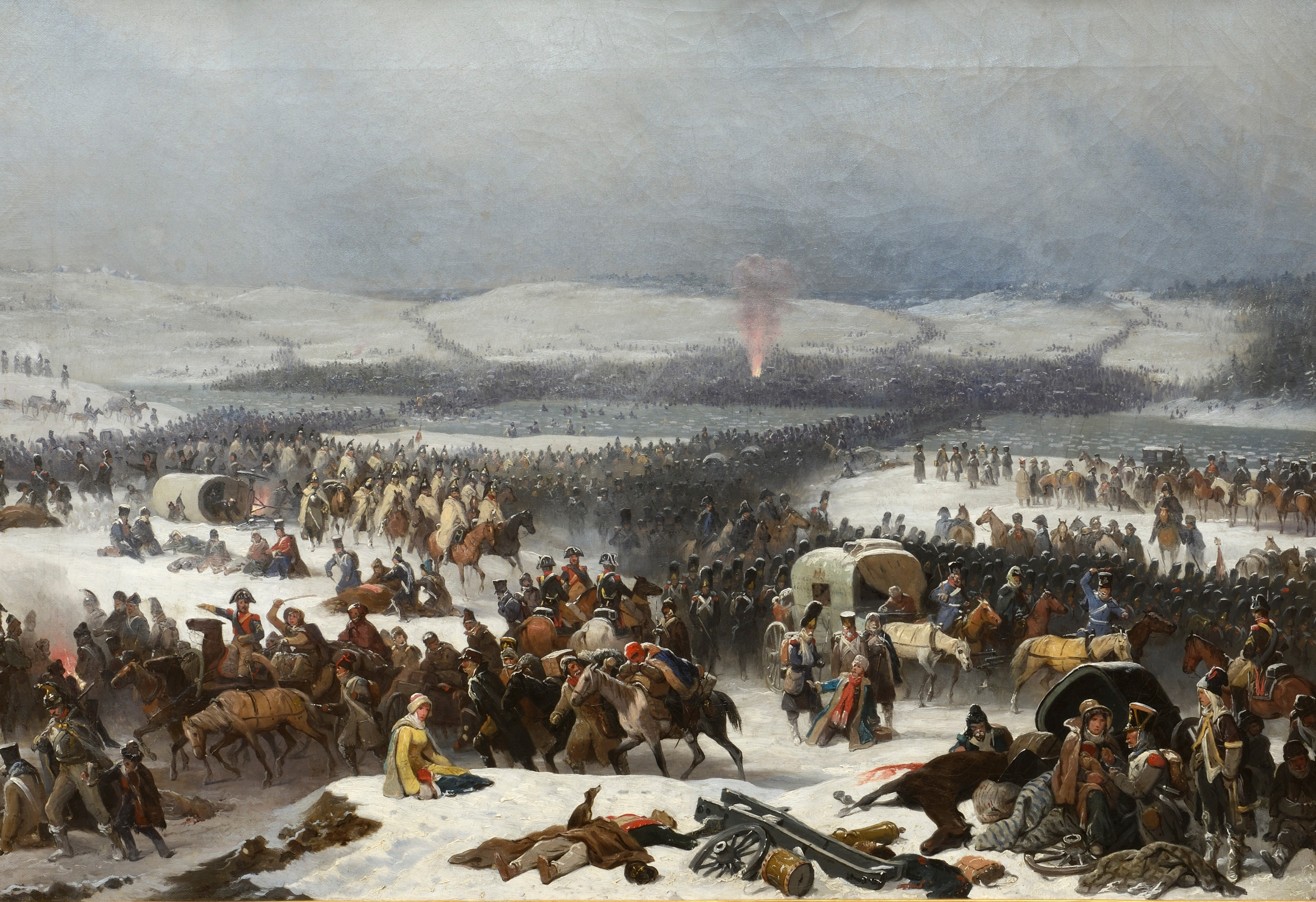
Ritirata francese nel 1812

Tolstoj ritrae con efficacia il contrasto tra Napoleone ed il (già ricordato) generale russo Kutuzov, sia in termini di personalità, sia sul piano dello scontro armato. Napoleone fece la scelta sbagliata, preferendo marciare su Mosca ed occuparla per cinque fatali settimane, quando meglio avrebbe fatto a distruggere l'esercito russo in una battaglia decisiva. Kutuzov rifiutò di sacrificare il proprio esercito per salvare Mosca: al contrario, dispose la ritirata e permise ai francesi l'occupazione della città. Una volta dentro a Mosca, la Grande Armée si disperse, occupando abitazioni più o meno a casaccio; la catena di comando collassò, e (ineluttabilmente, a giudizio di Tolstoj) ne derivò la distruzione di Mosca a causa di un incendio.
Tolstoj spiega che ciò era inevitabile, perché quando una città costruita in buona parte in legno è lasciata in mano a stranieri, che naturalmente cuociono cibi, fumano pipe e tentano di scaldarsi, necessariamente si attizzano dei focolai. In assenza di un qualche servizio antincendio organizzato, questi roghi avrebbero arso buona parte della città. Dopo gli incendi, l'esercito francese, prossimo allo sbando, tenterà di guadagnare la via di casa, subendo però la durezza dell'inverno russo e le imboscate dei partigiani locali.
Napoleone prese la sua carrozza, con una muta di cavalli veloci, e partì alla testa dell'esercito, ma la maggior parte dei suoi non avrebbe più rivisto la patria. Il generale Kutuzov è convinto che il tempo sia il suo più valido alleato: continua a procrastinare la battaglia campale, mentre in effetti i francesi sono decimati dalla loro penosa marcia verso casa. Sono poi pressoché annientati quando i cosacchi sferrano l'attacco finale, nella battaglia della Beresina.

## Personaggi

Albero genealogico dei personaggi di Guerra e pace

- Pierre Bezuchov - Uno dei personaggi principali e alter ego di Tolstoj, per quanto riguarda le sue tensioni, le sue lotte, i suoi sforzi. Uno dei molti figli illegittimi del conte Bezuchov, fu il suo discendente preferito.
- Anna Pavlovna Scherer - Conosciuta anche come Annette, è la padrona del salotto ove si svolgono la maggior parte delle azioni e degli incontri della nobiltà a Pietroburgo.
- Famiglia Bolkonskij
  - Principe Nikolaj Bolkonskij - Il vecchio padre di Marja e di Andrej, di carattere burbero, bisbetico, operoso, abitudinario e brusco e che incute timore a tutti, nonostante non sia cattivo (capitolo XXII, parte I, libro I); si occupa personalmente e in modo eccessivamente esigente dell'istruzione della figlia. Muore verso la fine del romanzo, assistito da Marja.
  - Andrej Bolkonskij - Secondo personaggio principale del romanzo, militare, aiutante di campo di Kutuzov nelle guerre napoleoniche.
  - Mar'ja Bolkonskaja - Figlia del principe Bolkonskij, è una pia donna a cui l'eccentrico padre cerca di dare una buona educazione. Sono spesso menzionati i suoi grandi occhi attenti, educati, il suo semplice volto, nonché la poca bellezza. Il suo modello è basato sulla madre di Tolstoj, Marija Nikolaevna, nata principessa Volkonskaja[2].
  - Principessina Elisabeta Karlovna Bolkonskaja - Moglie di Andrej Bolkonskij.
  - Amalia Evgenievna Bourienne - Donna francese che vive con i Bolkonskij, primariamente come dama di compagnia della Principessa Mar'ja, in seguito intima compagna del vecchio Principe Bolkonskij.
- Famiglia Rostov
  - Conte Il'ja Andreevič Rostov - Il Pater familias della famiglia Rostov.
  - Contessa Natal'ja - Moglie del Conte Il'ja Rostov, madre dei quattro figli Rostov.
  - Nataša Rostova - Introdotta all'inizio del romanzo come una ragazza bella e romantica, nel corso del romanzo cresce, attraverso le avversità, e raggiunge alla fine la felicità. È abile nel canto e nel ballo.
  - Nikolaj Rostov - Un ussaro, il figlio più grande della famiglia Rostov. Al suo prototipo contribuirà la figura del padre di Tostoj, il conte Nikolaj Il'ic Tolstoj[2].
  - Contessa Sonja Rostova - Cugina orfana dei figli Rostov Vera, Nikolaj, Nataša e Petja. Il personaggio è ispirato a una lontana parente dei Tolstoj, Tatjàna Aleksàndrovna Jergòlskaja.[3]
  - Contessa Vera Il'inična Rostova - La figlia più grande dei Rostov.
  - Petja Rostov - Il figlio più giovane della famiglia Rostov.
- Famiglia Kuragin
  - Vasilij Kuragin - Uomo meschino e arrivista, è determinato a ben sposare i suoi figli con esponenti della nobiltà russa, nonostante non nasconda qualche dubbio sul carattere di alcuni di essi.
  - Hélène Kuragina - Una seducente, bella e immorale donna, con molte relazioni, inclusa (così si dice) quella con il fratello Anatole. In seguito si sposa con il conte Pierre Bezuchov.
  - Anatole Kuragin - Fratello di Hélène, molto attraente ma immorale, ricercatore di piacere senza regole.
  - Principe Hippolite Vasilievič Kuragin - Il più anziano e forse il meno dotato intellettualmente dei figli Kuragin.
- Famiglia Drubeckoj
  - Principe Boris Drubeckoj - Un giovane povero ma aristocratico, determinato a fare la sua carriera, anche a spese dei suoi amici e benefattori.
  - Principessa Anna Michàjlovna Drubetskàja - La madre di Boris Drubeckoj.
- Fëdor Ivanovič Dolochov - Ufficiale, quasi psicopatico, presunto amante di Hélène e amico di Nikolaj Rostov.
- Adolf Karlovič Berg - Un giovane ufficiale, che desidera ottenere (sia come prestigio che come potere) ciò che qualsiasi altro potente raggiunge.
- Vasilij Denisov - Amico di Nikolaj ed ufficiale, si dichiara a Natasha ma viene da questa respinto.
- Platon Karataev - L'archetipo del buon contadino russo, incontrato da Pierre nel campo di prigionia.
- Napoleone I - Imperatore dei francesi e comandante in capo delle truppe della campagna di Russia.
- Michail Illarionovič Kutuzov - Comandante in capo delle truppe russe.
- Osip Bazdeev - Il libero massone che introduce Pierre nel suo gruppo.
- Alessandro I - Imperatore di Russia.
- Maria Feodorovna - Nata principessa Sofia Dorotea di Württemberg, imperatrice vedova di Russia.

## Opere derivate

### Cinema e televisione
- Guerra e pace (War and peace, 1956), film diretto da King Vidor; con Audrey Hepburn, Henry Fonda, Mel Ferrer; musiche di Nino Rota[4][5].
- Guerra e pace: Natascia - L'incendio di Mosca (Vojna i mir), colossal del 1966 diretto da Sergej Bondarčuk, musiche di Vjačeslav Ovčinnikov[6].
- Guerra e pace: serie televisiva basata sul romanzo, realizzata dalla BBC e trasmessa nel 1972-1973. Con Anthony Hopkins (Pierre). Altri interpreti: Rupert Davies, Faith Brook, Morag Hood, Alan Dobie, Angela Down e Sylvester Morand; con Harry Locke come Platon Karataev[7].
- La guerre et la paix (2000): produzione televisiva francese dell'opera Guerra e pace di Prokof'ev, diretta da François Roussillon. Robert Brubaker ha interpretato il ruolo principale di Pierre[8].
- Guerra e pace, miniserie TV della RAI (2007) diretta da Robert Dornhelm[9].
- Guerra e pace (War & Peace), miniserie TV della BBC del 2016[10].

### Fumetti
- Guerra e pace, fumetto Disney disegnato da Giovan Battista Carpi[11].

### Opere liriche
- Guerra e pace (Vojna i mir), opera di Sergej Sergeevič Prokof'ev.[12]

### Teatro
Guerra e pace; coprodotto per la stagione 2024-2025 da Teatro Stabile di Catania, Teatro Biondo di Palermo e Teatro di Roma; adattamento di Gianni Carrera; regia Luca De Fusco; interpreti: Pamela Villoresi, Federico Vanni, Paolo Serra, Giacinto Palmarini, Alessandra Pacifico Griffini, Raffaele Esposito, Francesco Biscione, Eleonora De Luca, Mersila Sokoli, Lucia Cammalleri.

### Musical
- Natasha, Pierre & The Great Comet of 1812, musical di Dave Malloy[13]

### Lo sceneggiato radiofonico RAI
Nel 1974, è stato trasmesso per la prima volta da Radiodue l'adattamento radiofonico Guerra e pace, in 40 puntate, del romanzo nella traduzione di Agostino Villa; la produzione era firmata da Ninì Perno e Luigi Squarzina, con musiche originali di Gino Negri. I ruoli principali erano recitati da: Mario Valgoi, Carlo Enrici, Nora Ricci, Renzo Ricci, Marisa Fabbri, Claudio Gora, Andrea Giordana e Mariella Zanetti. Regia di Vittorio Melloni.

## Edizioni in italiano
1905
- 1905. La prima redazione di «Guerra e Pace». Introduzione di Pier Cesare Bori. Traduzione di Germana Miozzi, Collana Grandi classici tascabili, Venezia, Marsilio, 2001, ISBN 978-88-317-7410-9.

Guerra e pace/La guerra e la pace
- La guerra e la pace, traduzione di Eugenio Venceslao Foulques, Napoli, 1904.
- La guerra e la pace, traduzione di E. Serao, Napoli, 1906.
- La guerra e la pace, traduzione di Federico Verdinois, (2 voll.), con un saggio di Alessandro Chiappelli, Milano, Istituto Editoriale Italiano, 1915.
- Guerra e pace, traduzione integrale di Enrichetta Carafa Capecelatro, duchessa d'Andria, Torino, Slavia, 1928. - Traduzione rivista da Leone Ginzburg, con una sua prefazione, Einaudi, Torino, 1941-2016.
- Guerra e pace, traduzione di Augusta Osimo Muggia, (3 voll.), Barion, 1932.
- Guerra e pace, traduzione di Erme Cadei, Mondadori, 1941,  p. 2160.
- Guerra e pace, traduzione di Attilio Landi [dal francese], 2 voll., Milano, Editrice Lucchi, 1955.
- Guerra e pace, traduzione di Itala Pia Sbriziolo, (4 voll.), Torino, Unione Tipografico Editrice Torinese (UTET), 1958. - ristampe: 1964 (introduzione di Leone Pacini Savoj), 1968.
- Guerra e pace, (2 voll.), Firenze, Sansoni, 1961,  p. 2390. A cura di Leone Pacini Savoj e Maria Bianca Luporini - Collana Classici, Milano, BUR, 2002, ISBN 978-88-171-1738-8.
- Guerra e pace, traduzione di Alfredo Polledro, Gherardo Casini, 1960. - Introduzione di Eraldo Affinati, Collana I Mammut n.41, Newton Compton, Roma, 1995-2016; Rusconi, Milano, 2005.
- Guerra e pace, traduzione di Pietro Zveteremich, Milano, Garzanti, 1974.
- Guerra e pace, traduzione di Licia Brustolin, Milano, Aldo Peruzzo Editore, 1985.
- Guerra e pace, traduzione di Igor Sibaldi, (4 voll.), Collana Oscar Grandi classici n.81, Milano, Arnoldo Mondadori Editore, 1999.
- Guerra e Pace, traduzione di Loretta Loi, Collana Classici tascabili, Milano, Baldini Castoldi Dalai editore, 2009, ISBN 978-88-6073-515-7.
- Guerra e pace, traduzione di e cura di Gianlorenzo Pacini, Collana Universale Economica.I Classici, Feltrinelli, 2014,  p. 1424.
- Guerra e pace, traduzione di Emanuela Guercetti, (2 voll.), Collana Supercoralli, Torino, Einaudi, 2018, ISBN 978-88-0621-723-5.